# Сабирзянов, Ахат Кабирович
Ахат Кабирович Сабирзянов — советский хозяйственный, государственный и политический деятель.

## Биография
Родился в 1927 году в Грозном. Член КПСС.
С 1949 года — на хозяйственной, общественной и политической работе. В 1949—1984 годах — буровой мастер, главный диспетчер, главный инженер, начальник буровых предприятий на нефтепромыслах Куйбышевской области, заместитель управляющего, управляющий трестом «Сургутбурнефть», главный инженер объединения «Запсиббурнефть», заместитель генерального директора объединения «Сургутнефтегаз», начальник буровых предприятий на нефтепромыслах Казахской ССР.
За разработку и внедрение комплекса технико-технологических и организационных решений, обеспечивших в сложных природно-климатических условиях высокие темпы разбуривания нефтяных месторождений Западной Сибири и ускоренное создание нового нефтедобывающего района был в составе коллектива удостоен Государственной премии СССР в области науки и техники 1972 года.
Умер в Алма-Ате в 1984 году.